# Jacques Zoua
Jacques Zoua Daogari (Garoua, Camerún, 6 de septiembre de 1991) es un futbolista camerunés. Juega de delantero en el Al-Hussein Irbid de la Liga Premier de Jordania.

## Selección nacional
Ha sido internacional con la selección de Camerún en 30 ocasiones.

## Clubes
| Club                         | País     | Año       |
| ---------------------------- | -------- | --------- |
| Cotonsport Garoua            | Camerún  | 2008-2009 |
| F. C. Basilea                | Suiza    | 2009-2013 |
| Hamburgo S. V.               | Alemania | 2013-2015 |
| Kayseri Erciyesspor (cedido) | Turquía  | 2014-2015 |
| Gazélec Ajaccio              | Francia  | 2015-2016 |
| 1. F. C. Kaiserslautern      | Alemania | 2016-2017 |
| Beerschot Wilrijk            | Bélgica  | 2017-2018 |
| Astra Giurgiu                | Rumania  | 2018-2019 |
| F. C. Viitorul Constanța     | Rumania  | 2019-2020 |
| AS Futuro                    | Camerún  | 2020-2021 |
| Al-Ahli S. C.                | Libia    | 2021      |
| Al-Hussein Irbid             | Jordania | 2022-     |

## Palmarés

### Títulos nacionales
| Título             | Club          | País  | Año  |
| ------------------ | ------------- | ----- | ---- |
| Copa de Suiza      | F. C. Basilea | Suiza | 2010 |
| Superliga de Suiza | F. C. Basilea | Suiza | 2010 |
| Superliga de Suiza | F. C. Basilea | Suiza | 2011 |
| Copa de Suiza      | F. C. Basilea | Suiza | 2012 |
| Superliga de Suiza | F. C. Basilea | Suiza | 2012 |
| Superliga de Suiza | F. C. Basilea | Suiza | 2013 |

### Títulos internacionales
| Título                    | Club (*)             | Sede  | Año  |
| ------------------------- | -------------------- | ----- | ---- |
| Copa Africana de Naciones | Selección de Camerún | Gabón | 2017 |

(*) Incluye la selección.